# Établissement rural de Zaretchensk
Le territoire rural de Zaretchensk (Сельское поселение Зареченск, littéralement : colonie villageoise de Zaretchensk) est un territoire administratif de l'extrême nord-ouest de la Russie dans l'oblast de Mourmansk. Il dépend du raïon de Kandalakcha. Il comprenait 1 029 habitants en 2006 et seulement 750 habitants en 2010, dont 342 hommes et 408 femmes.
Son centre administratif est le petit village de Zaretchensk au bord de la Iova. Il est divisé en trois entités : Zaretchensk (621 habitants en 2010, le village de Kovdozero, au bord du lac du même nom (121 habitants en 2010), et le hameau formé autour de la gare ferroviaire de Niamozero (8 habitants en 2010).

## Localités
| Liste des localités | Liste des localités | Liste des localités |
| Localité            | Statut              | Population 2010     |
| ------------------- | ------------------- | ------------------- |
| Zaretchensk         | localité            | 621                 |
| Kovdozero           | village             | 121                 |
| Niamozero           | village-gare        | 8                   |